# サンミゲル郡 (ニューメキシコ州)
サンミゲル郡（San Miguel County）は、アメリカ合衆国ニューメキシコ州にある郡。人口は2万7201人（2020年）。郡庁所在地はラスベガスである。

## 地理
総面積は12,265 km² (4,736 mi² )。陸地面積は12,217 km² (4,717 mi²)で、水面積は48 km² (19 mi²)で全体の0.39%である。

## 近接する郡
- モラ郡 (ニューメキシコ州) - 北
- ハーディング郡 (ニューメキシコ州) - 東
- クワイ郡 (ニューメキシコ州) - 南東
- グアダルーペ郡 (ニューメキシコ州) - 南
- トランス郡 (ニューメキシコ州) - 南西
- サンタフェ郡 (ニューメキシコ州) - 西

## 人口統計
以下は2000年の国勢調査における人口統計データである。
基礎データ
- 人口: 30,126人
- 世帯数: 11,134世帯
- 家族数: 7,537家族
- 人口密度: 2/km² (6/mi²）
- 住居数: 14,254軒
- 住居密度: 1/km² (3/mi²)

人種別人口構成
- 白人: 56.22%
- アフリカン・アメリカン: 0.78%
- ネイティブアメリカン: 1.82%
- アジア人: 0.54%
- 太平洋諸島系:0.08%
- その他の人種: 36.21%
- 混血(2人種間以上の): 4.33%
- ヒスパニック・ラテン系: 77.96%

世帯と家族（対世帯数）
- 全世帯数: 11,134世帯
- 18歳未満の子供がいる:34.60%
- 結婚・同居している夫婦: 44.50%
- 未婚・離婚・死別女性が世帯主: 16.40%
- 非家族世帯: 32.30%
- 単身世帯: 26.60%
- 65歳以上の老人1人暮らし: 8.20%
- 平均構成人数
  - 世帯: 2.58人
  - 家族: 3.10人

年齢別人口構成
- 18歳未満: 27.40%
- 18-24歳: 10.90%
- 25-44歳: 27.00%
- 45-64歳: 22.90%
- 65歳以上: 11.70%
- 年齢の中央値: 35歳
- 性比（女性100人あたり男性の人口）
  - 総人口: 96.70人
  - 18歳以上: 93.90人

収入と家計
- 収入の中央値
  - 世帯: 26,524米ドル
  - 家族: 31,250米ドル
  - 性別
    - 男性: 27,307米ドル
    - 女性: 22,588米ドル
- 人口1人あたり収入: 13,268米ドル
- 貧困線以下
  - 対家族: 19.90%
  - 対人口: 24.40%
  - 18歳未満: 27.80%
  - 65歳以上: 25.90%

## 主な市および町
- ラスベガス
- Montezuma
- Pecos
- Villanueva